# Warwick Davis

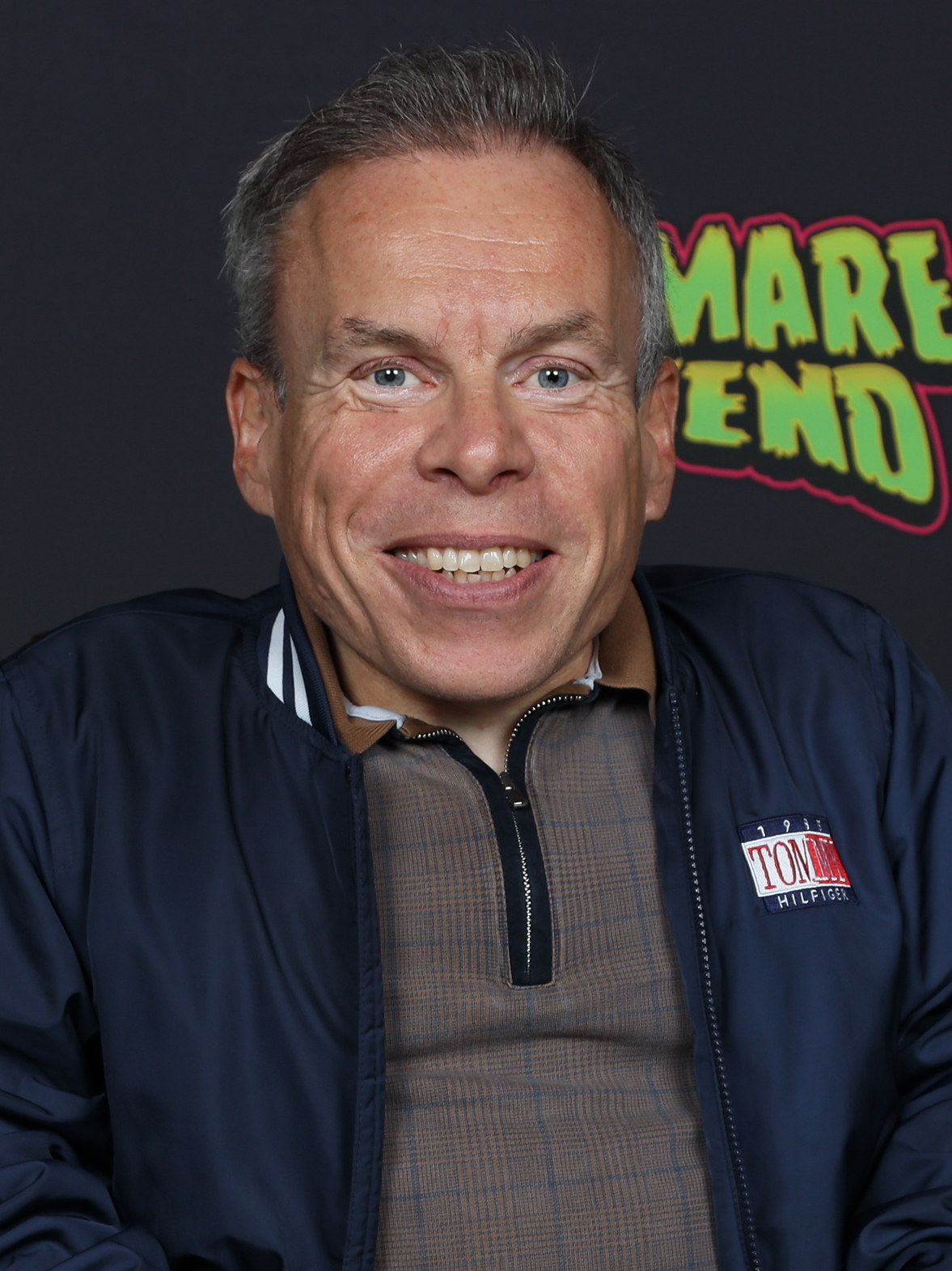
Warwick Davis (2023)

Warwick Ashley Davis (* 3. Februar 1970 in Epsom, Surrey, England) ist ein britischer Schauspieler.

## Karriere
Davis’ erster Filmauftritt war 1983 die Rolle des teddybär-ähnlichen Ewok Wicket in Die Rückkehr der Jedi-Ritter. Weniger bekannt ist, dass er während der Produktion des Films einen eigenen Film als Wicket mit der Unterstützung von Star-Wars-Assistenzregisseur David Tomblin machte, der aber nicht herausgebracht wurde. Davis nahm seine Rolle des Wicket für die Ewok-Filme (1984 und 1985) erneut auf.
Auch in späteren Filmen des Star-Wars-Universums übernahm er oft Rollen. Dabei musste er hinnehmen, dass er in manchen Filmen nicht im Abspann erschien.
Gelegentlich spielte Davis auch Theater – so am Gordon Craig Theatre oder am Milton Keynes Theatre. Hier spielte er in den Jahren 1988–1990, 1992–1995, 1997, 1998 und 2005 im Stück Schneewittchen und die 7 Zwerge in wechselnden Rollen.
Davis’ Rollen erfordern oft einen immensen Maskenaufwand, gelegentlich sogar eine Ganzkörpermaske, sodass sein Gesicht trotz seiner vielen Rollen und Filme den meisten Zuschauern unbekannt ist. Ohne Maske zu sehen war er als Titelheld in dem Film Willow und als Oberon in dem preisgekrönten Drama Ray.
Zu seinen bekanntesten Rollen gehören der Professor Flitwick und der Kobold Griphook aus den Harry-Potter-Filmen, der mörderische Leprechaun aus Leprechaun – Der Killerkobold und seinen Fortsetzungen sowie der depressive Android Marvin aus dem Film Per Anhalter durch die Galaxis. Die englische Originalstimme des Roboters war allerdings nicht die von Davis, sondern die von Alan Rickman. Auf dem Soundtrack von Leprechaun in the Hood versuchte sich Davis als Rapper.
Der 3 Fuß und 6 Zoll (106,7 cm) große Davis ist auch heute noch einer der meistbeschäftigten kleinwüchsigen Schauspieler. Neben seiner Schauspielkarriere ist Davis Mitbegründer und -inhaber einer Talentagentur namens Willowmanagement, die sich ursprünglich auf die Vermittlung kleiner Darsteller zwischen drei und fünf Fuß (ca. 91 bis 152 cm) Körpergröße spezialisierte, inzwischen aber auch Darsteller vermittelt, die das genaue Gegenteil sind, nämlich mindestens 7 Fuß (rund 213 cm) groß. Zu seinen Klienten gehörten u. a. Kenny Baker, der den Droiden R2-D2 in den Star-Wars-Filmen spielte.
2013 spielte Davis den Emperor/Porridge in der Folge Albtraum in Silber der britischen SciFi-Serie Doctor Who. Ebenfalls im britischen Fernsehen gab er die Hauptrolle in der Sitcom Life’s Too Short, die von den beiden Erfolgsautoren Ricky Gervais und Stephen Merchant (bekannt durch The Office und Extras) geschrieben wurde. Wie schon bei The Office handelt es sich hierbei um eine Mockumentary. Warwick Davis spielt sich darin selbst.
Von 2016 bis zu ihrer Einstellung 2023 moderierte er die Spielshow Tenable bei ITV.
2017 wurde er in die Academy of Motion Picture Arts and Sciences aufgenommen, die jährlich die Oscars vergibt.
Von 2022 bis 2023 war Davis in der Serie Willow, die auf dem gleichnamigen Kinofilm von 1988 basiert, erneut in einer Hauptrolle zu sehen.

## Filmografie
- 1983: Die Rückkehr der Jedi-Ritter (Star Wars Episode VI: Return of the Jedi)
- 1984: Die Ewoks – Karawane der Tapferen (Caravan of Courage: An Ewok Adventure) (Fernsehfilm)
- 1985: Kampf um Endor (Ewoks: The Battle for Endor) (Fernsehfilm)
- 1986: Die Reise ins Labyrinth (Labyrinth)
- 1987: Star Tours (Kurzfilm)
- 1988: Willow
- 1989: Die Chroniken von Narnia: Prinz Kaspian & Die Reise auf der Morgenröte (Prince Caspian/The Voyage of the Dawn Treader, Fernsehserie, 6 Episoden)
- 1989: The Princess and the Dwarf
- 1990: Die Chroniken von Narnia: Der silberne Sessel (The Silver Chair, Fernsehserie, 3 Episoden)
- 1991: Zorro – Der schwarze Rächer (Zorro, Fernsehserie, eine Episode)
- 1993: Leprechaun – Der Killerkobold (Leprechaun)
- 1994: Leprechaun 2
- 1995: Leprechaun 3 – Tödliches Spiel in Las Vegas (Leprechaun 3)
- 1996: Gullivers Reisen (Gulliver’s Travels, Miniserie, eine Episode)
- 1996: Space Platoon (Leprechaun 4: In Space)
- 1997: Prinz Eisenherz (Prince Valiant)
- 1997: The Fast Show (Fernsehserie, eine Episode)
- 1998: A Very Unlucky Leprechaun
- 1998: Jamboree (Fernsehserie)
- 1999: Star Wars: Episode I – Die dunkle Bedrohung (Star Wars Episode I: The Phantom Menace)
- 1999: Die neuen Abenteuer des Pinocchio (The New Adventures of Pinocchio)
- 1999: The White Pony
- 2000: Das zehnte Königreich (The 10th Kingdom, Miniserie, 5 Episoden)
- 2000: Leprechaun 5 – In the Hood
- 2000: The Fitz (Fernsehserie, eine Episode)
- 2001: Murder Rooms (Murder Rooms: Mysteries of the Real Sherlock Holmes, Miniserie, eine Episode)
- 2001: Snow White (Snow White: The Fairest of Them All) (Fernsehfilm)
- 2001: Harry Potter und der Stein der Weisen (Harry Potter and the Philosopher’s Stone)
- 2001: Dr. Terrible’s House of Horrible (Fernsehserie, eine Episode)
- 2002: Capone’s Boys – Blood Tough (Al’s Lads)
- 2002: Harry Potter und die Kammer des Schreckens (Harry Potter and the Chamber of Secrets)
- 2003: Leprechaun 6: Back 2 tha Hood
- 2004: Skinned Deep
- 2004: Harry Potter und der Gefangene von Askaban (Harry Potter and the Prisoner of Azkaban)
- 2004: Ray
- 2004: Carrie & Barry (Fernsehserie, eine Episode)
- 2005: Per Anhalter durch die Galaxis (The Hitchhiker’s Guide to the Galaxy)
- 2005: Harry Potter und der Feuerkelch (Harry Potter and the Goblet of Fire)
- 2006: Comedy Lab (Fernsehserie, eine Episode)
- 2006: Extras (Fernsehserie, eine Episode)
- 2007: Small Town Folk
- 2007: Harry Potter und der Orden des Phönix (Harry Potter and the Order of the Phoenix)
- 2008: Die Chroniken von Narnia: Prinz Kaspian von Narnia (The Chronicles of Narnia: Prince Caspian)
- 2008: Agent One-Half
- 2009: M.I. High (Fernsehserie, eine Episode)
- 2009: Harry Potter und der Halbblutprinz (Harry Potter and the Half-Blood Prince)
- 2010: Tell Him Next Year (Kurzfilm)
- 2010: Merlin – Die neuen Abenteuer (Merlin, Fernsehserie, eine Episode)
- 2010: Harry Potter und die Heiligtümer des Todes – Teil 1 (Harry Potter and the Deathly Hallows – Part 1)
- 2011: Dick and Dom’s Funny Business (Fernsehserie, eine Episode)
- 2011: Harry Potter und die Heiligtümer des Todes – Teil 2 (Harry Potter and the Deathly Hallows – Part 2)
- 2011–2013: Life’s Too Short (Fernsehserie, 8 Episoden)
- 2012: Chingari
- 2012: The Unbroken
- 2013: Jack and the Giants (Jack the Giant Slayer)
- 2013: Doctor Who (Fernsehserie, eine Episode)
- 2013: The Day They Came to Suck Out Our Brains! (Miniserie, 3 Episoden)
- 2013: Dwarves Assemble (Miniserie, 7 Episoden)
- 2013: Saint Bernard
- 2013: Bookaboo (Fernsehserie, eine Episode)
- 2014: From Leicester to Hollywood
- 2014: Harry Potter and the Escape from Gringotts (Kurzfilm)
- 2014: Rettet Weihnachten! (Get Santa)
- 2015: Star Wars: Das Erwachen der Macht (Star Wars: The Force Awakens)
- 2015: Catherine Tate’s Nan (Fernsehserie, eine Episode)
- 2016: Billionaire Boy (Fernsehfilm)
- 2016: The Dumping Ground (Fernsehserie, eine Episode)
- 2016: Rogue One: A Star Wars Story
- 2016: The Entire Universe (Fernsehfilm)
- 2016: Jonathan Creek (Fernsehserie, eine Episode)
- 2017: Star Wars: Die letzten Jedi (Star Wars: The Last Jedi)
- 2017: Who Shot Simon Cowell? (Fernsehfilm)
- 2017–2018: Star Wars Rebels (Fernsehserie, 6 Episoden, Stimme)
- 2018: Solo: A Star Wars Story
- 2018: Vault of the Macabre Presents the Witching Hour (Kurzfilm)
- 2019: Horrible Histories: The Movie – Rotten Romans (Horrible Histories: The Movie)
- 2019: Maleficent: Mächte der Finsternis (Maleficent: Mistress of Evil)
- 2019: Master Moley (Kurzfilm, Stimme)
- 2019: Star Wars: Der Aufstieg Skywalkers (Star Wars: The Rise of Skywalker)
- 2019–2020: Moominvalley (Fernsehserie, 26 Episoden)
- 2020: JJ Villard’s Fairy Tales (Fernsehserie, eine Episode, Stimme)
- 2022–2023: Willow (Fernsehserie, 8 Episoden)
- 2024: Star Wars: Geschichten des Imperiums (Tales of the Empire, Fernsehserie, Folge 2x02, Stimme)